# Михаил Семичастни
Михаил Семичастни е бивш съветски футболист и треньор, играещ като нападател, а по-късно и като защитник. Легендарен капитан на Динамо Москва, Семичастни е първият голмайстор в историята на Шампионата на СССР и първият играч, отбелязал хеттрик в съветското първенство.
Освен във футбола, Семичастни се състезава в различни спортове като баскетбол, волейбол, хандбал, лека атлетика и ски и дори има някои успехи на регионално ниво. Носител на званието Заслужил майстор на спорта от 1945 г.

## Кариера
Като юноша играе в местния тим на станция Перловская, а след това и в отбора на Северната железница. През 1928 година е привлечен в ЦДКА Москва, но дебютира за първия тим чак през 1932 г. В състава на „армейците“ Семичастни става шампион на Москва през 1935 г. Така ЦДКА е последният първенец на столицата, преди през 1936 г. да бъде създадено Първенството на СССР.
През 1936 година Семичастни преминава в Динамо Москва. В пролетното първенство на съюза, съставено от 7 отбора, Михаил става голмайстор с 6 попадения, а Динамо - шампион на страната с 6 победи. През 1937 за втори път печели титлата на СССР и постига дубъл, триумфирайки в националната купа. Семичастни отбелязва хеттрик във финала за купата, като това постижение е повторено чак през 1990 г. Същата година участва в мачовете от съветското турне на Баския национален отбор. В довоенните години Семичастни е един от най-добрите крайни нападатели в СССР и капитан на отбора.
След края на Втората световна война участва в британското турне на Динамо. Треньорът Михаил Якушин преквалифицира Семичастни в защитник поради напредналата футболна възраст на капитана – 35 години. С физическата си сила и отличната игра с глава Семичастни изиграва още 5 сезона на високо ниво и печели титлите на СССР през 1945 и 1949 г.
През 1951 г. се снима във филма „Спортивная честь“.
След като се отказва от футбола на 40 години, е треньор на Динамо Москва в периода 1951-1953. След това е треньор в Динамо в отдел „футбол и хокей“ и съчетава този пост с членство в президиума на Съветската футболна федерация.

## Успехи
- Шампион на СССР – 1936 (пролет), 1937, 1940, 1945, 1949
- Купа на СССР – 1937
- Шампион на Москва – 1935 (есен), 1942 (пролет)
- Купа на Москва – 1941
- Голмайстор на Шампионата на СССР – 1936 (пролет)